# Apistogramma geisleri
Apistogramma geisleri är en fiskart som beskrevs av Meinken, 1971. Apistogramma geisleri ingår i släktet Apistogramma och familjen Cichlidae. Inga underarter finns listade i Catalogue of Life.